# Heinrich Canisius

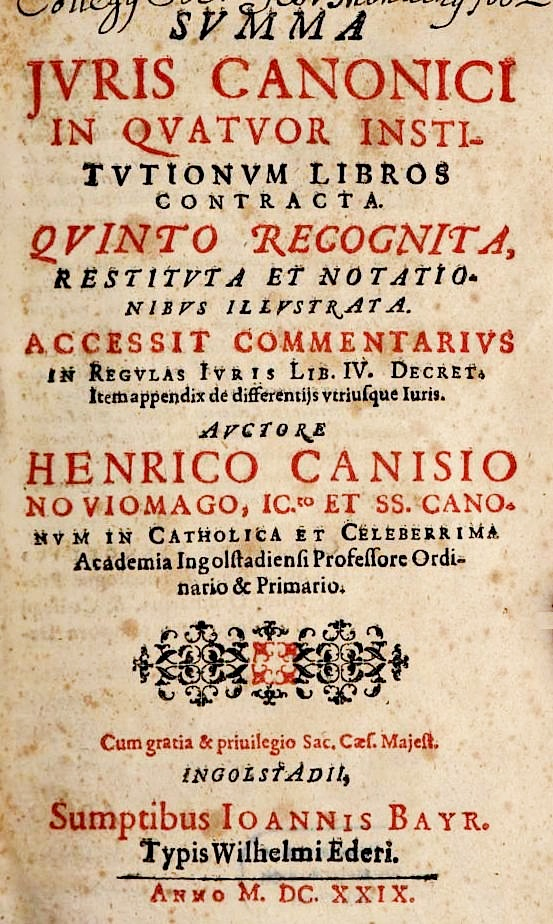
Titelblatt eines kirchenrechtlichen Werkes von Heinrich Canisius (1629)

Heinrich Canisius (* 1557 in Nimwegen, Spanische Niederlande; † 2. September 1610 in Ingolstadt) war ein Hochschullehrer, Jurist, Historiker und Hagiograph.

## Leben
Heinrich stammte aus dem niederländischen Nimwegen. Sein Vater war ein Bruder des heiligen Petrus Canisius. 
Er studierte an den Universitäten Löwen und Perugia und wurde in Löwen zum Doktor utriusque juris (in kirchlichem und weltlichem Recht) promoviert. Am 9. Februar 1590 ließ man ihn an der Universität Ingolstadt zur Habilitation im Kanonischen Recht zu und er wurde ab Juli des Jahres als Dozent angestellt. 1591 avancierte er zum ordentlichen Professor für Kirchenrecht und lehrte hier bis zu seinem Tod. Achtmal amtierte er als Rektor, einmal als Pro-Rektor der Hochschule. Am 21. August 1610 erlitt er einen Schlaganfall, während er an einer heiligen Messe teilnahm. Dadurch blieb er bis zu seinem Tod am 2. September des Jahres gelähmt und konnte nicht mehr sprechen. Er war unverheiratet und vermachte sein Vermögen der Ingolstadter Marianischen Kongregation, seine Bücher der Universität und dem Jesuitenorden.

## Werk

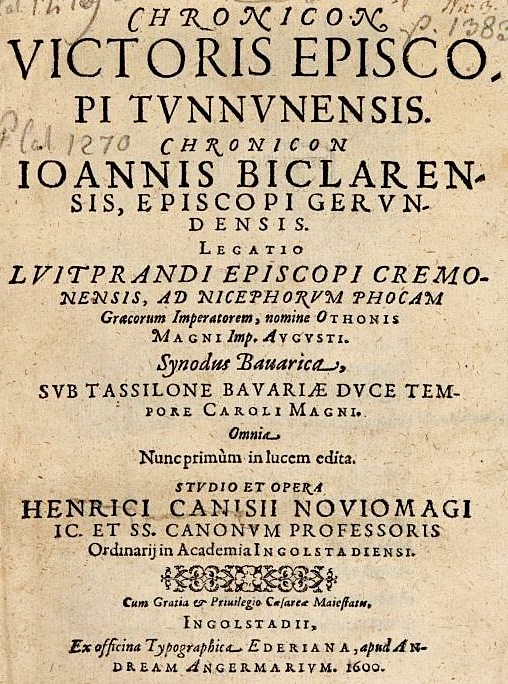
Titelblatt einer historischen Schrift von Heinrich Canisius (1600); die Chronik der Bischöfe Victor von Tunnuna und Johannes von Biclaro

Canisius war ein fleißiger Schriftsteller, der viele Bücher publizierte, die auch nach seinem Tod noch Neuauflagen erfuhren. Zeitgenössisch galt er als einer der maßgeblichen Kirchenrechtler im deutschen Sprachraum. Eine Gesamtausgabe seiner kanonischen Schriften erfolgte unter dem Titel Opera quae de iure canonico reliquit, 1629 in Löwen und nochmals 1663 in Köln. 
Noch bedeutender war Heinrich Canisius jedoch durch seine Sammlung, Auswertung  und Veröffentlichung von historischen Manuskripten, die er – meist im Erstdruck – herausgab. Davon erschienen in Ingolstadt zwischen 1601 und 1604 sechs Bände, unter dem Titel Antiquae lectiones. Viele bis dahin unbekannte oder verschollene Geschichtsquellen, oft auch mittelalterliche Viten von Heiligen, wurden dadurch der Wissenschaft zugänglich gemacht.  Eine davon ist beispielsweise die berühmte Vita der Hl. Elisabeth von Thüringen, verfasst durch Dietrich von Apolda im 14. Jahrhundert und 1604 im Erstdruck veröffentlicht von Heinrich Canisius. Auch die Briefe des Gelehrten Alkuin († 804) sowie die Chronik der Bischöfe Victor von Tunnuna († um 570) und Johannes von Biclaro († um 620) erschienen durch ihn erstmals im Druck.
Die umfangreichen Antiquae lectiones wurden durch den protestantischen Theologen bzw. Historiker Jacques Basnage (1653–1723) überarbeitet, neu geordnet und unter dem Titel Thesaurus monumentorum ecclesiasticorum et historicorum in 7 Bänden nochmals herausgegeben (Antwerpen ab 1725).
Der Historiker Andreas Kraus (1922–2012) sah in Heinrich Canisius einen herausragenden Publizisten bayerischer Geschichtsquellen.